# Aéroport de Catumbela
L'aéroport de Catumbela (code IATA : CBT • code OACI : FNCT) est un aéroport de Catumbela, une ville côtière dans la province de Benguela de l'Angola.

## Situation
| \| 100 km1:5 636 000 \| Cabinda Catumbela Huambo Kuito Luanda Lubango Luéna Ménongue Moçâmedes Ondjiva Saurimo Soyo M'banza · Congo Aéroport international d'Angola |
| 100 km1:5 636 000 |

Carte statique des aéroports de l'Angola.Carte dynamique des aéroports de l'Angola.

## Compagnies aériennes et destinations
| Compagnies           | Destinations                                 |
| -------------------- | -------------------------------------------- |
| TAAG Angola Airlines | Luanda-Quatro de Fevereiro, Lubango, Ondjiva |

Édité le 25/06/2017  Actualisé le 25/10/2023